# Donnchad mac Gilla Pátraic
Donnchad mac Gilla Pátraic (m. en 1039) fue rey de Osraige (1003-1039) y rey de Leinster (1033-1039).

## Reinado
Donnchad mac Gilla Pátraic fue hijo de Gilla Pátraic mac Donnchada antepasado epónimo de la dinastía y rey de Osraige de 976 a 996. Donnchad sucedió a un pariente lejano, Cellach, que había sucedido a su padre entre 996 y 1003. 
Ya desde comienzos de su reinado mostró una voluntad clara de dominar, al menos parcialmente, la provincia de Leinster. En 1015 estuvo implicado en el asesinato en Leithghlinn de Donncuan mac Dúnlainge rey de Leinster y de Tadgh Ua Riain señor de Uí Dróna que se habían aliado sin duda para hacerle frente
En 1033 depone a Donnchad mac Dúnlainge´, al que ciega en 1036 y que muere a causa de su suplicio. El Libro de Leinster informa de que reinó durante tres años sobre «una gran parte del Leinster ». En 1039 Donnchad mac Donnchadh el jefe de los Uí Fáeláin muere a manos de Domhnall Ua Fearghaille señor de Fortuatha.

## Sucesión y posteridad
Donnchad mac Gilla Pátraic muere en 1039 tras una larga enfermedad y es sucedido de manera conjunta en el reino de Osraige por su hijo Gilla Pátraic mac Donnchad de 1039 a 1055 y por su hermano Muirchertach mac Gilla Pátraic  «leth ri», que muere en 1041. En Leinster Murchad mac Dúnlaing recupera el trono familiar. Aífe, una hija de Donnchad mac Gilla Pátraic, será la madre de Diarmait mac Mail na mBo que restablecerá tras tres siglos de la hegemonía de Uí Cheinnselaig sobre el reino de Leinster y que luchará para defender la provincia de las pretensiones hegemónicas del rey de Munster Donnchad mac Briain sobre el sur de Irlanda.